# Amicale Saint-Michel Basket Le Puy Haute-Loire
L'Amicale Saint-Michel Basket Le Puy, ou ASM Basket Le Puy, est un club français de basket-ball évoluant en NM2 (4e division du championnat de France et 2e division amateur), basé au Puy-en-Velay.

## Histoire
Avec la disparition du COP Le Puy, l'équipe féminine locale en passe d'accéder à la Ligue féminine de basket, en proie à des difficultés financières, l'ASM a disposé d'un champ d'action plus large, ce qui lui a permis d'accéder à la NM2 pour la saison 2006-07. Elle accède en NM1 en 2009, avant de redescendre en NM2 trois ans plus tard.
En septembre 2005, la section féminine de basket, qui avait été mise en sommeil depuis de nombreuses années, est réactivée pour accueillir les joueuses du C.O.P Basket, après la mise en liquidation de leur association.

## Palmarès
Le 30 avril 2005, l'ASMB accède, pour la première fois de son histoire, à la NM2. 
L’ASMB se propulse du niveau départemental à la Nationale 2 en l’espace de 6 saisons sportives.
Le 9 mai 2009, l'ASMB accède à la NM1 en battant de 22 points, à l'extérieur, l'Ouest Lyonnais Basket avec près de 350 supporters qui avaient fait le déplacement à la salle de Limonest pour ce match retour de play-off. Au match Aller, l'ASM l'avait emporté de 27 points. En cours de saison Jean-Michel Sénégal, ancien grand joueur du Limoges CSP, était venu renforcer l'équipe en tant qu'entraîneur. L'équipe redescend en NM2 après la saison 2011-2012.

## Entraîneurs successifs
- Franck Bornerand (Entraîneur/Joueur)
- Salah Boufedji
- Frédéric Terrade
- Jean-Michel Sénégal
- 2010-2012:  Olivier Hirsch
- Franck Bornerand
- Nicolas Gregoire - depuis 2013